# São Paulo das Missões
São Paulo das Missões é um município brasileiro do estado do Rio Grande do Sul.

## Etimologia
A origem do nome "São Paulo", segundo os descendentes do primeiro grupo de moradores (alemães) da região, foi adotado porque esse grupo chegara ao local em 25 de janeiro, dia de São Paulo. O nome fora posteriormente associado acrescido de "das Missões", por situar-se na região das Missões.

## História

### Povoamento
O primeiro assentamento de colonos de origem alemã, vindos das proximidades de São Leopoldo e Novo Hamburgo, na região de São Paulo das Missões foi fundado em 1912. O povoado consolidou-se em 1942. O distrito de São Paulo das Missões foi criado pela Lei Municipal nº 141, de 12 de novembro de 1958, subordinado ao município de Cerro Largo. A partir de abril de 1964, São Paulo das Missões passou a contar com uma rede de transmissão de energia elétrica.

### Emancipação
A comissão de emancipação do distrito foi composta por Ignacio Alcides Ost, Arnildo Rockembach, Inácio Paetzold, Fernando Dias de Castro Ramos e Bruno Arnoldo Nedel, entre outros apoiadores. Isso resultou, em 30 de dezembro de 1965, na emancipação do distrito e em sua elevação à categoria de município com a denominação homônima de São Paulo das Missões pela Lei Estadual nº 5.205. O novo município passou a ser então constituído por áreas de parte de seu distrito e também parte dos distritos de Roque Gonzales e Porto Xavier, todos até então pertencentes ao município de Cerro Largo. A instalação da administração municipal efetivou-se em 6 de maio de 1966.
Os primeiros anos de existência autônoma do município ocorreram sob o Regime Militar, tendo como seu primeiro administrador Pedro Alfredo Werle, nomeado pelo então governador do Rio Grande do Sul, Walter Peracchi Barcelos. Tal nomeação ocorreu em uma lista tríplice, composta por Pedro Alfredo Werle, Danilo Alberto Rhoden e Inácio Paetzold. Werle atuou como interventor entre 1966 e 1969, período em que não havia vice-prefeito nem existia Câmara Municipal de Vereadores.

## Geografia
Localiza-se a uma latitude 28º01'17" sul e a uma longitude 54º56'10" oeste, estando a uma altitude de 157 metros.
Possui uma área de 238,64 km² e sua população estimada em 2010 era de 6.367 habitantes.
Até 2007, o município era constituído por dois distritos: São Paulo das Missões (sede) e Pinheiro Machado.

## Língua regional
- Hunsriqueano rio-grandense